# José Benetó Ferrús
José Benetó Ferrús (Villanueva de Castellón, Valencia, 1919 - ibídem, 2006) fue un alcalde del PSPV-PSOE de las primeras elecciones democráticas de Villanueva de Castellón, quedando proclamado como alcalde del Primer Ayuntamiento de libre elección del 1979 al 1983 el 19 de abril de 1979.
En las siguientes elecciones del 1983 al 1987 sería elegido con el 54,72% de los votos al PSPV frente al 14,32% de Alianza Popular, actual PP.
Durante sus dos legislaturas realizó importantes cambios, reformas culturales, sociales y económicas al pueblo.
Estableció el nombre del pueblo en valenciano quedando como «Vila·Nova de Castelló», que años más tarde sería cambiado por EUPV a «Castelló de la Ribera» para acabar siendo el actual Villanueva de Castellón.
José Benetó Ferrús presidía en 1977 una comisión local del PSOE que apostaba por la Transición y la Reforma política española donde se reunían dirigentes locales de izquierdas que iban saliendo de la clandestinidad.
Gracias a su adhesión a la democracia y la Constitución de 1978 jugó un papel importante en la entonces cambiante política valenciana.
Impulsó la oprimida cultura e historia valenciana con los Juegos Florales, trayendo al pueblo de Villanueva de Castellón a importantes autores como Vicent Andrés Estellés, Manuel Sanchís Guarner o a autoridades políticas como el exalcalde socialista de Madrid, sociólogo y ensayista, Enrique Tierno Galván.
Luchó en la guerra civil española en Infantería del Bando republicano, dentro de la sección de ametralladoras.